# Aphrodite pudique
Pour les articles homonymes, voir Aphrodite (homonymie).
 (août 2010).
Si vous disposez d'ouvrages ou d'articles de référence ou si vous connaissez des sites web de qualité traitant du thème abordé ici, merci de compléter l'article en donnant les références utiles à sa vérifiabilité et en les liant à la section « Notes et références ».

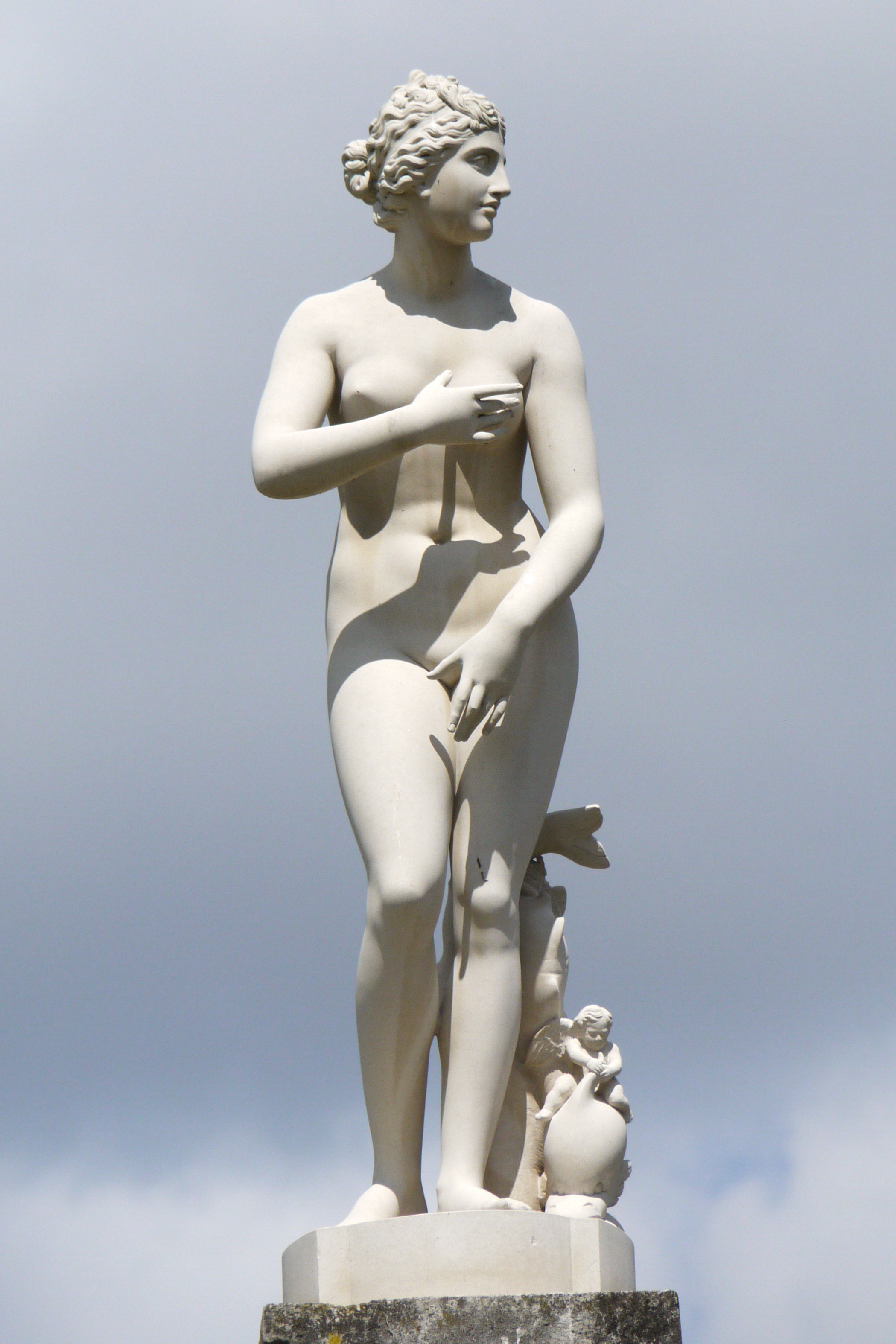
Représentation de lAphrodite pudique.

L’Aphrodite pudique est une statue grecque de Scopas sculptée vers -330.

## Histoire
Ce modèle de statue d'Aphrodite jeune vierge, debout, nue, en mouvement, dans un geste pudique de jeune femme surprise, semblant vouloir cacher ses seins de la main droite et son sexe de la main gauche, en tournant la tête vers la gauche, aurait, selon Pline l'Ancien, été créé par Scopas, vers la fin de sa vie (environ -330) et est jugée plus féminine et même supérieure à l'Aphrodite de Praxitèle.
L'original mentionné par Pline a disparu, mais la célèbre Vénus de Médicis visible aux Offices de Florence due, selon l'inscription sur la base, à Cléomène, fils d'Apollodore[Lequel ?], Athénien, en serait une réplique (aemulatio) reprenant, comme souvent à l'époque le même sujet qu'un chef-d'œuvre célèbre (en le transformant éventuellement d'une manière discrète).
D'autres sculpteurs antiques ou modernes ont imité Cléomène, les modernes s'inspirant vraisemblablement de la Vénus de Médicis. On peut citer parmi ces derniers Coysevox (Marly), Frémery (Versailles), et également Louis Royer (collection privée), ce dernier ayant exécuté en 1823 une aemulatio d'une grâce et d'un modelé supérieurs, rappelant le style de Canova.